# (11549) 1992 YY
(11549) 1992 YY est un astéroïde de la ceinture principale d'astéroïdes de 10,539 km de diamètre découvert en 1992.

## Description
(11549) 1992 YY a été découvert le 25 décembre 1992 à la station astronomique de Yakiimo, située à Shimizu-ku à Shizuoka au Japon, par Akira Natori et Takeshi Urata.

### Caractéristiques orbitales
L'orbite de cet astéroïde est caractérisée par un demi-grand axe de 2,53 UA, un périhélie de 2,31 UA, une excentricité de 0,09 et une inclinaison de 11,44° par rapport à l'écliptique. Du fait de ces caractéristiques, à savoir un demi-grand axe compris entre 2 et 3,2 UA et un périhélie supérieur à 1,666 UA, il est classé, selon la JPL Small-Body Database, comme objet de la ceinture principale d'astéroïdes.

### Caractéristiques physiques
(11549) 1992 YY a une magnitude absolue (H) de 12,1 et un albédo estimé à 0,225, ce qui permet de calculer un diamètre de 10,539 km. Ces résultats ont été obtenus grâce aux observations du Wide-Field Infrared Survey Explorer (WISE), un télescope spatial américain mis en orbite en 2009 et observant l'ensemble du ciel dans l'infrarouge, et publiés en 2014 dans un article présentant les résultats concernant 2 835 astéroïdes de la ceinture principale.